# Acropolis rallye

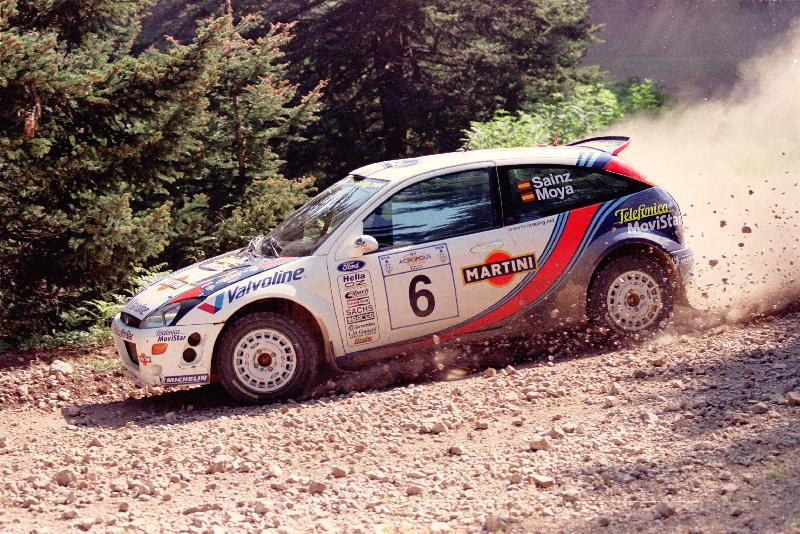
Trojnásobný vítěz Carlos Sainz v roce 2000

Acropolis rallye je soutěž Mistrovství světa v rallye, která se koná v Řecku.

## Historie
Předchůdkyně Acropolis rallye se jezdí už od roku 1951 a zpočátku byla jen domácí soutěží. V 60. letech zde začali startovat slavnější evropští jezdci jako Erik Karlsson nebo Paddy Hophirk. Acropolis rallye 1970 byla součástí Mezinárodního mistrovství týmů a Acropolis rallye 1973 se stala součástí Mistrovství světa v rallye 1973 a zvítězily zde vozy Alpine A110. V roce 1974 soutěž nebyla pořádána, Acropolis rallye 1995 byla vypsána pouze pro kategorii W2L a v roce 2010 soutěž vypadla z mistrovství světa vinou rotace. Charakter trati je šotolinový a kamenitý. První jezdci jsou v nevýhodě kvůli čištění ideální stopy. Pětkrát zde vyhrál Colin McRae, třikrát zde zvítězili Carlos Sainz, Miki Biasion a Walter Röhrl.